# Bidur
Bidur ist eine Stadt (Munizipalität) und Verwaltungssitz des Distrikts Nuwakot in Nepal, etwa 25 km (Luftlinie) nordwestlich von Kathmandu.
Bidur liegt am Oberlauf des Trishuli. Etwa 420 m oberhalb von Bidur liegt das Bergdorf Nuwakot und die gleichnamige Festung, nach der der Distrikt benannt ist. Sie wurde im Mallastil im 18. Jahrhundert an der Handelsroute zwischen Tibet und dem Kathmandutal erbaut. Nuwakot gehört zu insgesamt 9 Ghorkafestungen Pritvi Narayan Shahs und war bis zu seiner Einnahme von Kathmandus 1768 die Hauptstadt seines Reiches.
Das Stadtgebiet umfasst 33,48 km².

## Einwohner
Bei der Volkszählung 2011 hatte Bidur 26.750 Einwohner (davon 12.712 männlich) in 6720 Haushalten.